# Asparagus schumanianus
Asparagus schumanianus là một loài thực vật có hoa trong họ Măng tây. Loài này được Schltr. ex H.Perrier mô tả khoa học đầu tiên năm 1935.